# Louis Joseph Lahure

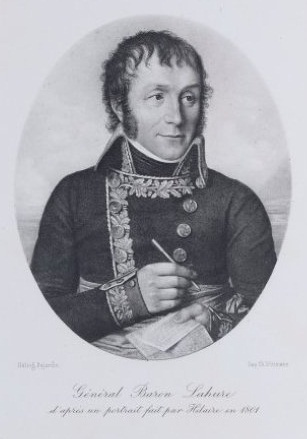
Louis Joseph Lahure

Louis Joseph Lahure (* 29. Dezember 1767 in Mons, Österreichische Niederlande; † 24. Oktober 1853 in Wavrechain-sous-Faulx) war ein französischer Général de division belgischer Herkunft. 

## Leben

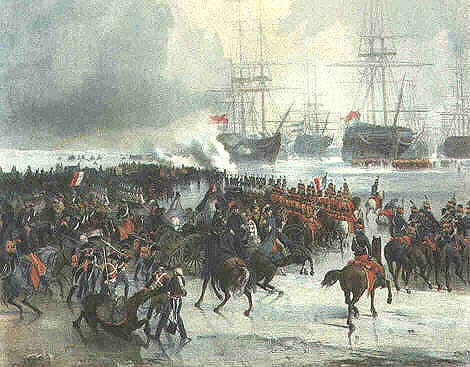
Die niederländische Flotte und französische Kavallerie am 23. Januar 1795 (Gemälde von Charles Mozin)

Lahure war der Sohn von Nicolas Lahure und dessen Ehefrau Marie-Thérèse du Buisson. Nach dem Schulbesuch in seiner Heimatstadt studierte er an der Universität Löwen. Er ließ sich durch die Brabanter Revolution (→Französische Revolution) 1789 begeistern und trat in die Armee ein. 
Lahure war maßgeblich an der Übergabe der Niederländischen Flotte 1795 beteiligt. Im darauffolgenden Jahr nahm er an Napoleons Italienfeldzug teil. Er führte ein eigenes Kommando unter General Jean-Baptiste Kléber und kämpfte bei der Valvasone (16. März 1797). Unter General Jacques MacDonald konnte er sich an der Trebbia (17./19. Juni 1799) ebenfalls auszeichnen.
Am 20. Dezember 1800 heiratete er Anne de Warenghien de Flory. Mit ihr hatte er drei Töchter und vier Söhne. Mit Wirkung vom 27. Dezember 1814 wurde Lahure französischer Staatsbürger. 
Nach der Schlacht bei Waterloo (18. Juni 1815) verließ Lahure die Armee und zog sich auf sein Schloss in Wavrechain-sous-Faulx zurück. Im August 1830 wurde er noch einmal bis März 1831 reaktiviert. Er starb in Wavrechain einige Wochen vor seinem 86. Geburtstag am 24. Oktober 1853.

## Militärischer Werdegang
- 1788: vice quartier-maître, fourrier, Sous-lieutenant
- 15. April 1792: Oberleutnant
- 1. Juni 1792: Capitaine
- 9. Januar 1793: Commandant
- 5. Juli 1795: Colonel (Brigadekommandeur)
- 21. Juli 1799: Géneral de brigade (provisorisch)
- 19. Oktober 1799: Géneral de brigade
- 20. Juli 1807: Général de division
- 22. Juli 1818: Lieutenant-général

## Ehrungen
- November 1803 Chevalier der Ehrenlegion
- 14. Juni 1804 Commandeur der Ehrenlegion
- 10. April 1811 Chevalier de l’Émpire
- 22. Dezember 1813 Baron de l’Émpire
- 6. August 1814 Ordre royal et militaire de Saint-Louis
- 29. April 1833 Grand Officier der Ehrenlegion
- 15. Juni 1842 Grand Officier des Ordre de Léopold
- Sein Name findet sich am südlichen Pfeiler (30. Spalte) des Triumphbogens am Place Charles-de-Gaulle (Paris).